# Давенпорт, Гай
Гай Ма́тисон Да́венпорт (англ. Guy Mattison Davenport; 23 ноября 1927, Андерсон, Южная Каролина — 4 января 2005, Лексингтон, Кентукки) — американский писатель, переводчик, поэт, эссеист, художник.

## Биография и творчество
Изучал античную и английскую литературу в университете Дьюка, затем староанглийскую словесность в Мёртон-колледже Оксфорда под руководством Дж. Р. Р. Толкина. После службы в армии США занимался преподавательской, переводческой и литературной деятельностью. Одним из главных предметов его филологических исследований было творчество Э. Паунда, о котором он не только написал диссертацию, но которого посещал в его заключении в больнице Святой Елизаветы, а затем в доме Паунда в Рапалло. Был близко знаком с У. К. Уильямсом, С. Беккетом, Л. Зукофски, Ю. Уэлти, А. Гинзбергом, С. Брэкиджем, Р. Ю. Митъярдом, Хью Кеннером и др. Переводил древнегреческую поэзию (Архилох, Сапфо, Алкман, Анакреонт), поэзию Рильке, комментировал Гомера, выступал как график, художник книги, автор эссе о литературе и искусстве.
Давенпорт умер от рака лёгких 4 января 2005 года в Лексингтоне.

## Произведения

### Проза
- Tatlin!: Six Stories (1974, с иллюстрациями автора)
- Da Vinci’s Bicycle: Ten Stories (1979, с иллюстрациями автора)
- Eclogues: Eight Stories (1981)
- Trois Caprices (1981)
- The Bowmen of Shu (1984)
- Apples and Pears and Other Stories (1984, с иллюстрациями автора)
- The Bicycle Rider (1985)
- Jonah: A Story (1986)
- The Jules Verne Steam Balloon: Nine Stories (1987)
- Belinda’s World Tour (1991)
- August Blue (1992)
- The Lark (1993, с иллюстрациями автора)
- A Table of Green Fields: Ten Stories (1993)
- The Cardiff Team: Ten Stories (1996)
- Twelve Stories (1997)
- The Death of Picasso: New and Selected Writing (2003)

### Стихотворения
- Cydonia Florentia (1966)
- Flowers and Leaves: Poema vel Sonata, Carmina Autumni Primaeque Veris Transformationem (1966, с иллюстрациями автора)
- The Resurrection in Cookham Churchyard (1982)
- Goldfinch Thistle Star (1983)
- Thasos and Ohio: Poems and Translations, 1950—1980 (1986)

### Эссе
- The Intelligence of Louis Agassiz (1963)
- Key-Indexed Study Guide to Homer’s Iliad (1967)
- Key-Indexed Study Guide to Homer’s Odyssey (1967)
- The Geography of the Imagination: Forty Essays (1981)
- Cities on Hills: A Study of I—XXX of Ezra Pound’s Cantos (1983)
- Every Force Evolves a Form: Twenty Essays (1987)
- A Balthus Notebook (1989)
- The Hunter Gracchus and Other Papers on Literature and Art (1996)
- Objects on a Table: Harmonious Disarray in Art and Literature (1998)

## Публикации на русском языке
- Изобретение фотографии в Толедо. — СПб.: Амфора, 2002.
- Погребальный Поезд Хайле Селассие. — Тверь: Митин Журнал, KOLONNA Publications, 2003.
- Собака Перголези. — Тверь: Митин Журнал, KOLONNA Publications, 2007.